# Randy Lewis (Ringer)
Randy Lewis (* 7. Juni 1959 in Milbank, South Carolina) ist ein ehemaliger US-amerikanischer Ringer. Er war Olympiasieger 1984 in Los Angeles im freien Stil im Federgewicht.

## Werdegang
Randy Lewis wuchs in Rapid City, South Dakota, auf und begann dort im Alter von 10 Jahren an der dortigen High School mit dem Ringen. Er war ein außerordentlich erfolgreicher High-School-Ringer, der alle 89 Kämpfe, die er dort bestritt, gewann. Außerdem wurde er dreimal Meister von South Dakota bei den High-School-Ringern. Er besuchte dann die University of Iowa, wo er von dem dortigen berühmten Cheftrainer, dem Olympiasieger von 1972 in München, Dan Gable, wertvolle Trainingstips erhielt und sich zu einem hervorragenden Freistilringer entwickelte.
Randy Lewis war bei den NCAA Division I Collegiate Championships (=US-amerikanische Studentenmeisterschaft) in den Jahren 1978 bis 1980 sehr erfolgreich. 1978 belegte er den 2. Platz und in den Jahren 1979 und 1980 wurde er NCAA-Champion im Bantam- bzw. Federgewicht (US-amerik. Studentenmeister). Im Jahre 1981 erreichte er nur einen 7. Platz im Federgewicht.
Randy Lewis gehörte auch dem Hawkeye Wrestling Club Iowa City an. Für diesen Verein belegte er bei den AAU-Meisterschaften (= USA-Meisterschaft) in den Jahren 1980 und 1982 jeweils den 2. Platz im Federgewicht.
Die internationale Ringerlaufbahn von Randy Lewis begann im Jahre 1977 mit einem Sieg bei der Junioren-Weltmeisterschaft (Juniors = bis zum 18. Lebensjahr) in Las Vegas im Bantamgewicht vor dem Iraner Hosseini und vier starken Ostblock-Ringern. Bei den Senioren startete er im Jahre 1982 bei der Weltmeisterschaft in Edmonton im Federgewicht. Er kam dort nach einer Niederlage im Pool-Finale gegen Sergej Beloglasow aus der UdSSR zum Kampf um die Bronzemedaille gegen den Ungarn József Orbán, gegen den er jedoch nach Punkten unterlag und somit den 4. Platz belegte.
1983 gewann Randy Lewis den Titel bei den Panamerikanischen Spielen in Caracas im Federgewicht vor dem starken Kubaner Ramirez Bueno. In der Ausscheidung für die Weltmeisterschaft unterlag er gegen Lee Roy Smith. Gegen diesen Lee Roy Smith gewann er dann aber im folgenden Jahr die Ausscheidung für die Olympischen Spiele in Los Angeles. In Los Angeles siegte er hintereinander über Dungar, Großbritannien, Brown, Australien, Singh, Indien, La Bruna, Italien und Akaishi, Japan und gewann überlegen die Goldmedaille. Nur dem Inder Singh gelang es dabei gegen ihn über die Zeit zu kommen.
In den folgenden Jahren war er nicht mehr ganz so erfolgreich. 1988 erreichte er aber noch einmal den Entscheidungskampf im Qualifikationsturnier für die Olympischen Spiele in Seoul. Dort hatte er gegen den überragenden neuen US-Freistil-Star John Smith, dem Bruder von Lee Roy Smith, keine Chance. John Smith wurde in Seoul auch Olympiasieger.
Im Jahre 1990 rundete Randy Smith seine Laufbahn mit einem zweiten Sieg bei Panamerikanischen Spielen ab. In Colorado Springs siegte er vor dem Kubaner Jesús E. Rodríguez Garzón.
Randy Lewis ist jetzt Präsident und Inhaber einer Firma für Anzeige- und Reklametafeln in Mesa (Arizona), wo er auch wohnt. Als Jugendtrainer gibt er den jungen Ringern seine große Erfahrung weiter.

## Erfolge
international
- 1977, 1. Platz, Junioren-WM in Las Vegas, F, Ba, vor Hosseini, Iran, Tobulatow, UdSSR, Stefan Iwanow, Bulgarien und Marian Skubacz, Polen;
- 1978, 10. Platz, WM in Mexiko-Stadt, F, Ba, mit einem Sieg über Moises Lopez, Mexiko und Niederlagen gegen Dugarsürengiin Ojuunbold, Mongolei und Tadashi Tomiyama, Japan;
- 1982, 2. Platz, World Cup in Toledo/Ohio, F, Fe, hinter Wiktor Petrowitsch Alexejew, UdSSR und vor Bob Robinson, Kanada und Lee Jung-keun, Südkorea;
- 1982, 4. Platz, WM in Edmonton, F, Fe, hinter Sergej Beloglasow, UdSSR, Simeon Schterew, Bulgarien und József Orbán, Ungarn und vor Marian Skubacz und Traian Marinescu, Rumänien;
- 1983, 1. Platz, Panamerikanische Spiele in Caracas, F, Fe, vor Ray E. Ramirez Bueno, Kuba und Bob Robinson;
- 1984, Goldmedaille, OS in Los Angeles, F, Fe, vor Kōsei Akaishi, Japan, Lee Jung-keun, Südkorea, Chris Brown, Australien, Martin Herbster, BRD und Antonio La Bruna, Italien;
- 1990, 1. Platz, Panamerikanische Spiele in Colorado Springs, F, Le, vor Jesús E. Rodríguez Garzón, Kuba, Cory Kwak, Kanada und Felipe Guzman, Mexiko;
- 1990, 2. Platz, Grand Masters of Olympic Wrestling in Pittsburgh, F, Fe, gemeinsam mit Lazaro Reinoso Martinez, Kuba hinter John Smith und Stepan Sarkisjan, UdSSR

national
- 1977, 1. Platz, AAU-Junioren-Champ. (USA-Meisterschaft Junioren), F, Ba,
- 1978, 2. Platz, NCAA-Champ., F, Ba, hinter Mike Land und vor Kenny Nelson,
- 1979, 1. Platz, NCAA-Champ., F, Ba, vor John Azevedo und C.D. Mock,
- 1980, 1. Platz, NCAA-Champ., F, Fe, vor Darryl Burley und Derek Glenn,
- 1980, 2. Platz, AAU-Champ., F, Fe, hinter Ricky Dellagatta und vor Nick Gallo,
- 1981, 7. Platz, NCAA-Champ., F, Fe,
- 1982, 2. Platz, AAU-Champ., F, Fe, hinter Lee Roy Smith und vor Ricky Dellagatta,
- 1984, 1. Platz, AAU-Olympiaausscheidung, F, Fe, vor Lee Roy Smith und Ricky Dellagatta,
- 1988, 2. Platz, AAU-Olympiaausscheidung, Fe, Fe, hinter John Smith

## Weblink
- Profil von Randy Lewis bei United World Wrestling

| Personendaten    | Personendaten            |
| ---------------- | ------------------------ |
| NAME             | Lewis, Randy             |
| KURZBESCHREIBUNG | US-amerikanischer Ringer |
| GEBURTSDATUM     | 7. Juni 1959             |
| GEBURTSORT       | Milbank, South Carolina  |